# Circobotys elegans
Circobotys elegans là một loài bướm đêm trong họ Crambidae.